# Gora Pastuhova
Gora Pastuhova är ett berg i Antarktis. Det ligger i Östantarktis. Australien gör anspråk på området. Toppen på Gora Pastuhova är 1 004 meter över havet.
Terrängen runt Gora Pastuhova är kuperad åt nordväst, men åt sydost är den platt. Trakten är obefolkad. Det finns inga samhällen i närheten.